# أولغا بارابانشيكوفا
أولغا بارابانشيكوفا (بالروسية: Ольга Барабанщикова)‏ مواليد 2 نوفمبر 1979 في مينسك، هي لاعبة كرة مضرب بيلاروسية سابقة بدأت مسيرتها كمحترفة سنة 1995 وكانت تلعب باليد اليمنى، اعتزلت اللعب في 2008. كما أنها إحدى بطلات الجراند سلام. أعلى تصنيف لها في الفردي كان 49. أعلى تصنيف لها في الزوجي كان 81. سبق أن شاركت في دورة الألعاب الأولمبية الصيفية.

## بطولات حققتها
- بطولة ويمبلدون

## النهائيات

### النهائيات الأولمبية

#### الزوجي: 1 (0–1)
| الحصيلة       | السنة | البطولة                   | الأرضية | الشريك       | المنافس                   | النتيجة       |
| ------------- | ----- | ------------------------- | ------- | ------------ | ------------------------- | ------------- |
| المركز الرابع | 2000  | الأولمبياد الصيفي في سدني | صلبة    | نتاشا زفريفا | إلس كالينز دومينيك مونامي | 6–4, 4–6, 1–6 |

## روابط خارجية
- أولغا بارابانشيكوفا على موقع رابطة محترفات التنس (الإنجليزية)
- أولغا بارابانشيكوفا على موقع الاتحاد الدولي لكرة المضرب (الإنجليزية)
- أولغا بارابانشيكوفا على موقع كأس بيلي جين كينغ (الإنجليزية)
- أولغا بارابانشيكوفا على موقع خلاصة التنس.كوم (الإنجليزية)
- أولغا بارابانشيكوفا على موقع اللجنة الأولمبية الدولية (الإنجليزية)
- أولغا بارابانشيكوفا على موقع أوليمبيديا (الإنجليزية)